# Веллінгтон Рамірес
Веллінгтон Рамірес (ісп. Wellington Ramírez, нар. 9 вересня 2000, Гуаякіль) — еквадорський футболіст, воротар клубу «Реал Сосьєдад Б».

## Клубна кар'єра
Народився 9 вересня 2000 року в місті Гуаякіль. Вихованець футбольної школи клубу «Індепендьєнте дель Вальє». Дорослу футбольну кар'єру розпочав 2018 року в основній команді того ж клубу, в якій того року взяв участь у 8 матчах чемпіонату.
На початку 2019 року перейшов у іспанський «Реал Сосьєдад», де став грати за резервну команду «Реал Сосьєдад Б» у Сегунді Б. Станом на 3 червня 2019 року відіграв за дублерів клубу із Сан-Себастьяна 4 матчі в національному чемпіонаті.

## Виступи за збірні
У складі юнацької збірної Еквадору до 17 років був учасником юнацького чемпіонату Південної Америки 2017 року в Чилі, зіграв на турнірі 9 ігор і зайняв з командою шосте місце.
З 2019 року залучався до складу молодіжної збірної Еквадору до 20 років. У її складі брав участь у молодіжному чемпіонаті Південної Америки 2019 року, зігравши 9 ігор і допоміг своїй збірній вперше в історії виграти золоті медалі змагання. Цей результат дозволив команді кваліфікуватись на молодіжний чемпіонат світу 2019 року, куди поїхав і Рамірес.

## Досягнення
- Чемпіон Еквадору: 2021
- Володар Кубка Еквадору: 2022
- Володар Суперкубка Еквадору: 2023
- Володар Південноамериканського кубка: 2022
- Володар Рекопи Південної Америки: 2023

Збірні
- Срібний призер Боліваріанських ігор: 2017
- Переможець молодіжного чемпіонату Південної Америки: 2019